# Patricia Emonet
Patricia Emonet, née le 22 juillet 1956 à Sallanches, est une skieuse alpine française originaire de Praz-sur-Arly.
Elle est la sœur de la skieuse alpine Claudine Emonet.

## Coupe du monde
- Meilleur résultat au classement général : 3e en 1973
  - Vainqueur de la coupe du monde de slalom en 1973
  - 4 victoires : 1 géant et 3 slaloms
  - 10 podiums

### Saison par saison
- Coupe du monde 1973 :
  - Classement général : 3e
    - Vainqueur de la coupe du monde de slalom
    - 1 victoire en géant : Heavenly Valley
    - 3 victoires en slalom : Maribor, Mont Sainte-Anne et Heavenly Valley
- Coupe du monde 1974 :
  - Classement général : 21e
- Coupe du monde 1975 :
  - Classement général : 35e
- Coupe du monde 1976 :
  - Classement général : 14e
- Coupe du monde 1977 :
  - Classement général : 16e
- Coupe du monde 1978 :
  - Classement général : 33e
- Coupe du monde 1979 :
  - Classement général : 82e

## Arlberg-Kandahar
- Meilleur résultat : 6e place dans le slalom 1975 à Saint-Gervais

## Championnats de France
- 3 fois Championne de France de Slalom en 1973, 1976 et 1977